# Monestir de Golia
El monestir de Golia (en romanès: Mănăstirea Golia) és un monestir ortodox romanès situat a Iași, Romania. El monestir està inscrit al Registre Nacional de Monuments Històrics. L'any 2012, la conservació del Monestir va ser guardonada amb el Premi de Patrimoni Cultural de la Unió Europea / Premi Europa Nostra.

## Història

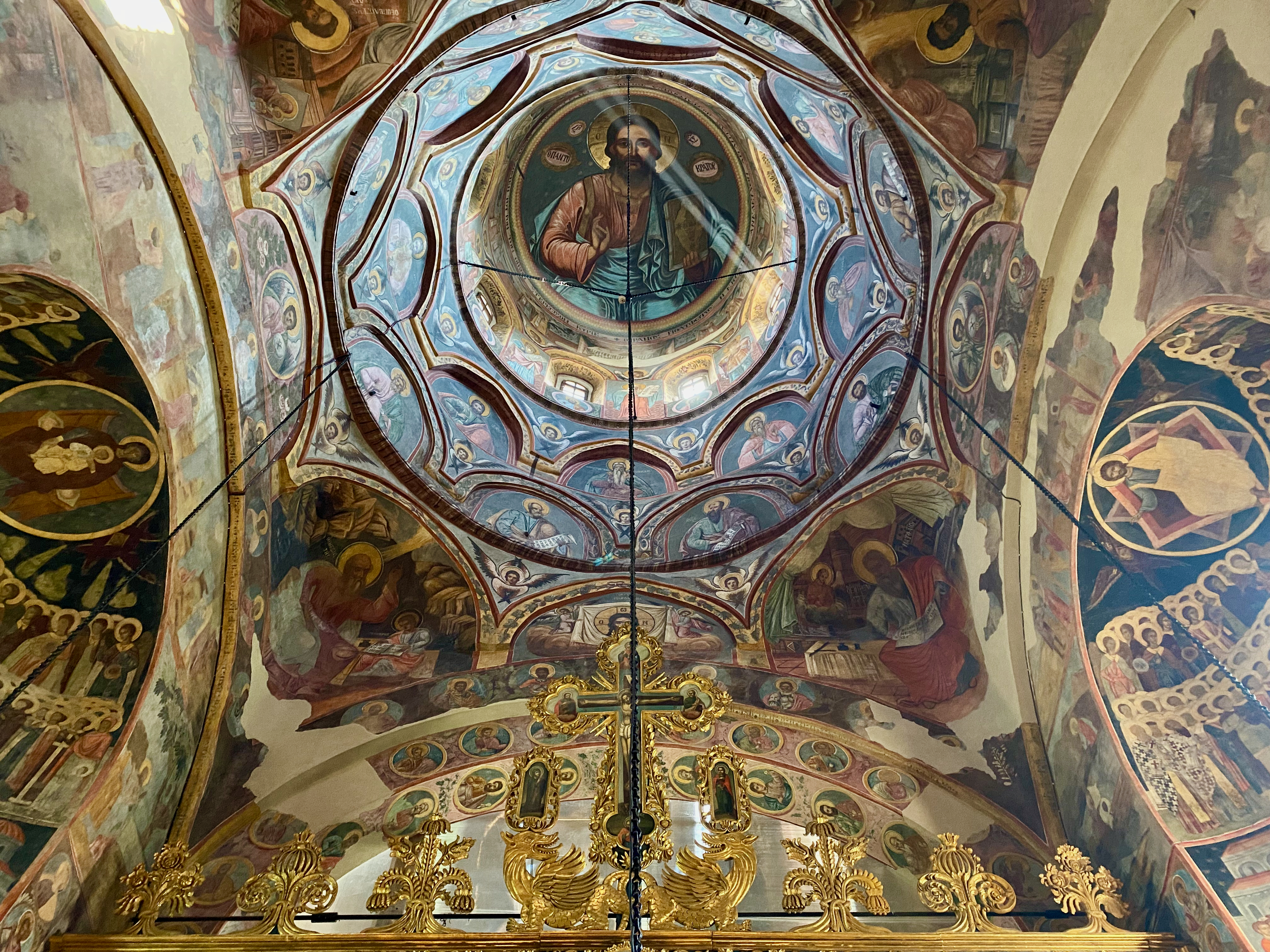
Monestir de Golia - Cúpula

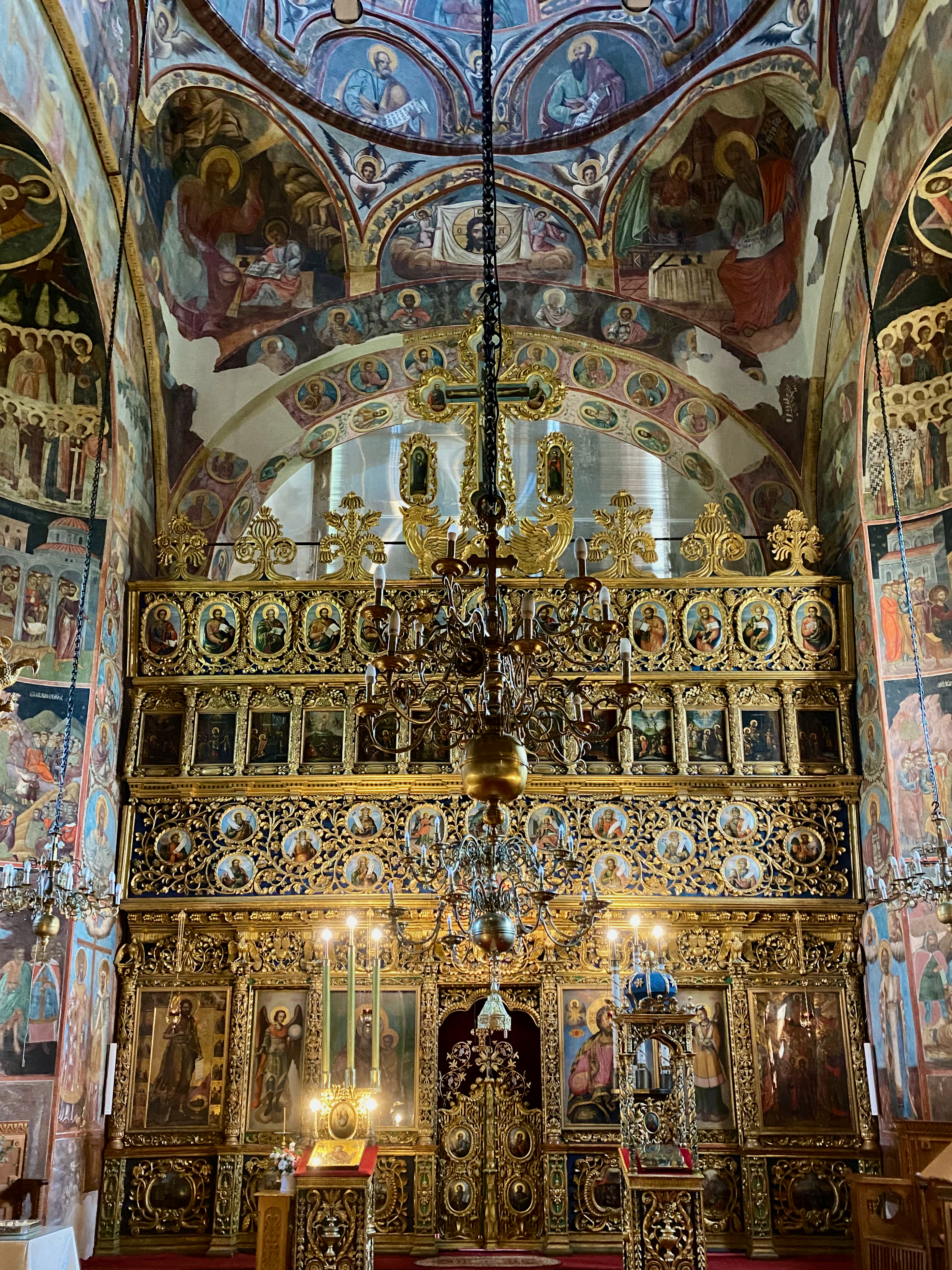
Monestir de Golia - Interior

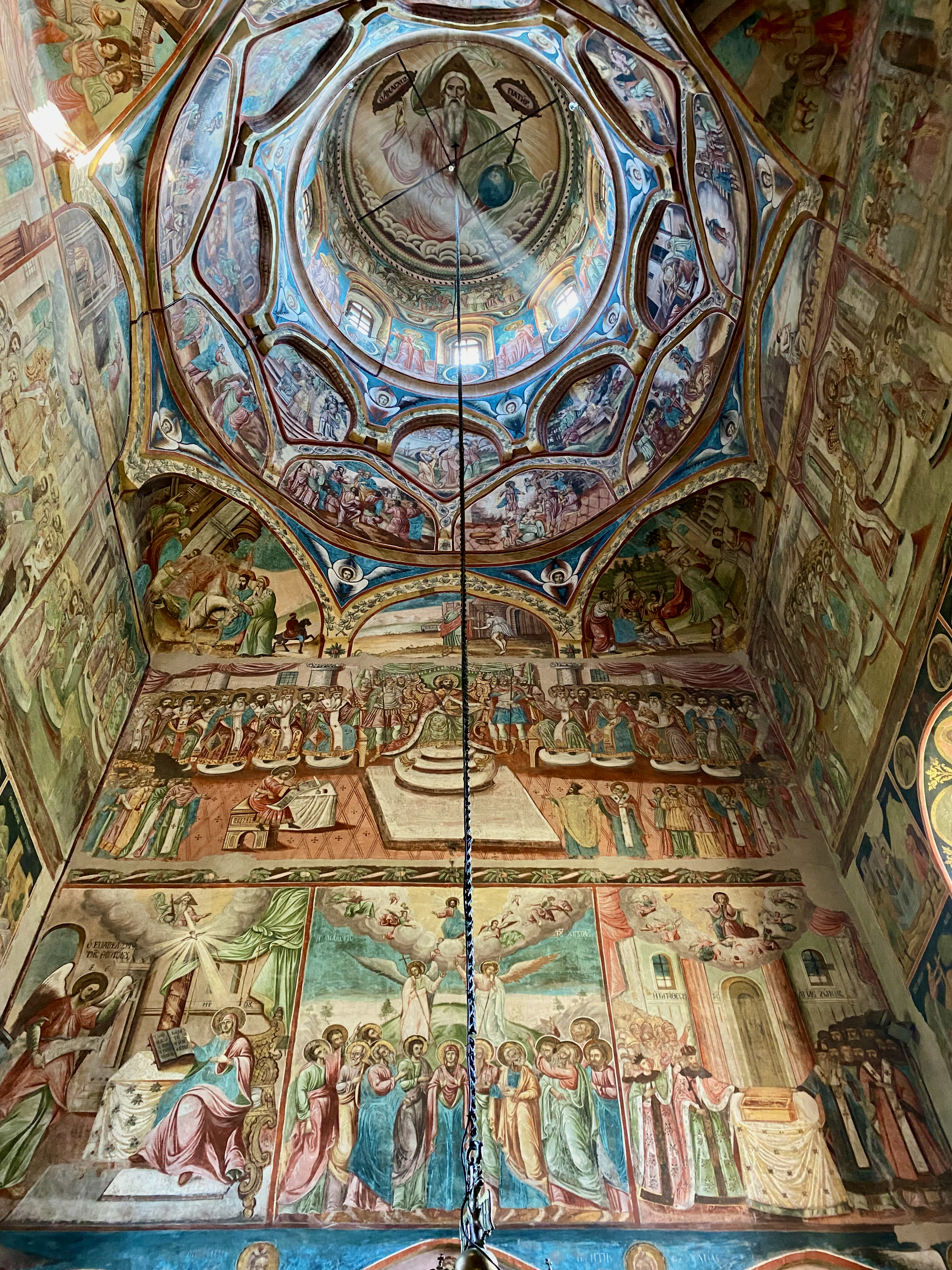
Monestir de Golia - Interior

Situat al bell mig de l'antiga capital moldava i aixecat sobre els fonaments de l'església erigida, al segle XVI, pel boiar Ioan Golia, el monestir va ser reconstruït a major escala pel príncep Vasile Lupu, entre 1650 i 1653, i acabat pel seu fill Ştefăniţă.
El monestir està envoltat d'alts murs, amb torretes cantoneres i una torre de 30 m d'alçada amb 120 esglaons, un dels símbols de la ciutat, i acull el Museu Ion Creangă (l'escriptor que va ser comissari de l'església) i el Centre Missionari Cultural Doxologia de la Metròpoli de Moldàvia i Bucovina.